# にしいあんこ
にしい あんこ（本名：西井 成弘 - にしい なるひろ、1982年2月18日 - ）は日本の和菓子評論家。マーケター。コンサルタント。コピーライター。
エッセイスト。日本あんこ協会創設者。日本あんこ協会会長。身長176cm。血液型はA型。星座は水瓶座。

## 人物
奈良県出身。好きな食べ物はあんこの他、和菓子全般、ラーメン。立命館大学理工学部物理科学科卒。専攻は量子力学。
広告代理店勤務の後、2016年に起業。日本あんこ協会に所属し、会長を務める。2010年代後半以降の日本の令和あんこブームの火付け役とされる。
また、マーケティングコンサルタントとしていくつかの企業のグロース戦略や新規事業立ち上げに携わる傍ら、コピーライター、PRライターなど、広告、広報分野でも活動している。
PRライターとしては、プレスリリースアワード2022で特別賞を受賞している。2023年6月から農林水産省「ありが糖運動」アンバサダーに就任した。

## メディア出演

### テレビ
- JAPANをスーツケースにつめ込んで！（テレビ東京、2025年5月26日）
- U-doki（テレビ宮崎、2025年4月19日）
- おはリナ！（TOKYO MX、2025年4月11日）
- グッド！モーニング（テレビ朝日、2025年4月6日）
- 土曜はナニする!?（関西テレビ、2024年11月30日）
- 旬感LIVEとれたて!（関西テレビ、2024年10月15日）
- イチオシ!!（HTB北海道テレビ、2024年10月8日）
- スーパーJチャンネル（テレビ朝日、2024年8月1日）
- チャンハウス（フジテレビ、2024年6月8日）
- abnステーション（長野朝日放送テレビ、2024年5月2日）
- スーパーJチャンネル（テレビ朝日、2024年5月1日）
- ドデスカ！（名古屋テレビ、2024年4月17日）
- スーパーJチャンネル（テレビ朝日、2024年4月15日）
- KYT news every. かごしま（KYT鹿児島読売テレビ、2024年4月10日）
- KTSライブニュース（KTS鹿児島テレビ、2024年4月10日）
- NEWS NOW（MBC南日本放送、2024年4月10日）
- スーパーJチャンネル（テレビ朝日、2024年4月2日）
- スーパーJチャンネル（テレビ朝日、2024年4月1日）
- ほっと関西サタデー（NHK関西、2024年3月2日）
- 倉敷トラベルナビ2024（RNC西日本放送、2024年2月23日）
- 所さんの学校では教えてくれないそこんトコロ！（テレビ東京、2024年2月9日）
- すもももももも!ピーチCAFE（読売テレビ、2023年11月25日）
- KTSライブニュース（KTS鹿児島テレビ、2023年4月12日）
- ＋Jチャン（KKB鹿児島放送、2023年4月12日）
- 記者のチカラ（テレビ西日本、2023年2月22日）
- ノンストップ!（フジテレビ、2023年2月22日）
- ワシんとこ・ポスト（BSよしもと、2023年2月13日）
- news every. かごしま（鹿児島読売テレビ、2023年1月31日）
- よじごじDays（テレビ東京、2023年1月24日）
- よじごじDays（テレビ東京、2022年12月13日）
- news every.（日本テレビ、2022年11月18日、「あんこ」若者にも人気！　“SNS映え”する商品続々　“あんこブーム”で町おこしも）
- よじごじDays（テレビ東京、2022年11月15日）
- ZIP!（日本テレビ、2022年10月31日）
- ひるおび（TBS、2022年10月7日）
- Nスタ（TBS、2022年10月5日）
- ノンストップ!（フジテレビ、2022年10月3日）
- マツコの知らない世界（TBSテレビ、2022年2月6日、あんこの世界、再放送）
- NHKだめ自慢（NHK、2022年1月29日）
- ニノさん（日本テレビ、2022年1月16日）
- 報道RUNNER（関西テレビ、2022年1月11日）
- アップ!（名古屋テレビ、2021年7月12日）
- ドデスカ!（名古屋テレビ、2021年6月16日、和菓子の日）
- たけしのニッポンのミカタ!（テレビ東京、2021年3月26日、最終回放送）
- たけしのニッポンのミカタ!（テレビ東京、2020年11月13日）
- OH!バンデス（ミヤギテレビ、2020年10月21日）
- めんたいワイド（FBS福岡放送、2020年9月11日）
- たけしのニッポンのミカタ!（テレビ東京、2020年6月19日）
- チャント!（TBS系列CBCテレビ、2020年6月16日、和菓子の日）
- 土曜はナニする!?（ 関西テレビ、2020年5月16日）
- Nスタ（TBSテレビ、2020年5月8日）
- スーパーJチャンネル（テレビ朝日、2020年5月6日）
- フルサタ!（富山テレビ、2020年2月15日）
- シャキーン!（NHK Eテレ、2019年11月21日）
- チャント!（TBS系列CBCテレビ、2019年8月21日）
- シリタカ!（テレビ朝日系列KBC、2019年7月5日）
- 新説!所JAPAN（関西テレビ、2019年6月10日）
- マツコの知らない世界（TBSテレビ、2019年4月30日、あんこの世界）

### ラジオ
- こねくと（TBSラジオ、2025年7月10日）
- LOHAS TALK（J-WAVE、2025年6月16日～6月19日）
- あさこ・佳代子の大人なラジオ女子会（NHKラジオ第一、2025年5月29日）
- いいこと、聴いた（TOKYO FM、2025年4月27日）
- 夕なびプラス！（FMやまと、2025年3月12日）
- get ready（ZIP-FM、2025年2月6日）
- #キューパレ服部さやかのシュンすぎ（RKB毎日放送ラジオ、2024年12月27日）
- まるっと日常ワイドえんまん。（RCC中国放送ラジオ、2024年12月16日）
- QUEEN OF HEART（Heart FM、2024年12月6日）
- いいこと、聴いた（TOKYO FM、2024年12月1日）
- Grooooow UP（RKB毎日放送ラジオ、2024年11月28日）
- 朝刊さくらい（HBC北海道ラジオ、2024年10月7日）
- MORNING BOOOOOOST（ZIP-FM、2024年8月20日）
- いいこと、聴いた（TOKYO FM、2024年7月28日）
- パンサー向井の#ふらっと（TBSラジオ、2024年5月21日）
- 上泉雄一のええなぁ!（MBSラジオ、2024年5月20日）
- 北川久仁子のbrilliant days×F（AIR-G’ FM北海道、2024年2月2日）
- THE SEITARO★RADIO SHOW（FM NACK5、2023年11月7日）
- STEP ONE（J-WAVE、2023年10月26日）
- 朝刊さくらい（HBC北海道放送、2023年10月9日、10月16日）
- MORNING BOOOOOOST（ZIP-FM、2023年4月6日）
- 金曜ボイスログ（TBSラジオ、2023年3月17日）
- 多田しげおの気分爽快!!～朝からP・O・N（CBCラジオ、2023年1月10日）
- 本名正憲のおはようラジオ（広島RCCラジオ、2022年11月11日）
- 笑福亭晃瓶のほっかほかラジオ（KBS京都、2022年11月1日）
- CHIT CHAT RADIO（RNC西日本放送、2022年10月5日）
- HITACHI BUTSURYU TOMOLAB. TOMORROW LABORATORY（J-WAVE、2022年5月21日）
- 仲谷一志・下田文代のよなおし堂（RKBラジオ、2022年2月28日）
- ACTUS（エフエム富士、2022年2月28日）
- SARAYA ENJOY! NATURAL STYLE（J-WAVE、2022年2月13日）
- アサデス。ラジオ（九州朝日放送、2021年7月29日）
- The BAY☆LINE（BAYFM、2021年4月19日）
- High!Morning!（ZIP-FM、2021年4月19日）
- MUSIC STATE（茨城放送、2020年11月12日）
- OH! HAPPY MORNING（JFNラジオ、2020年11月11日）
- まちなかSESSIONエキマイク（秋田放送、2020年6月15日）
- CONNECT（茨城放送、2020年6月2日）
- OH! HAPPY MORNING（JFNラジオ、2020年5月20日）
- 土屋裕美のよじごじ（湘南マジックウェイブ、2020年5月15日）
- トーキングウィズ松尾堂（NHK FM、2020年3月22日、あんこ好きで有名なフリーアナウンサー川田裕美とともにゲスト出演）
- STEP ONE（J-WAVE、2019年7月4日）
- ほんまもん!原田年晴です（ラジオ大阪、2019年6月4日）

### 新聞
- 宮崎日日新聞（2025年4月20日、旅のひとこと）
- 日本農業新聞（2024年1月15日、［知りたい聞きたい伝えたい］＃映える〝進化系おはぎ〟）
- 読売新聞（2023年4月14日、あんこ　「和」から進化[3]）
- 日経MJ（2023年3月20日、小豆主役でスイーツ進化　低脂質に魅力、老舗も新風[4]）
- 中日新聞（2023年1月31日、あんこの魅力を発信、和菓子復権　合格率50％の「あんバサダー」[5]）
- 東京新聞（2023年1月29日、あんこはぬくもり、世界を救う？　魅力発信「あんバサダー」17人→4年間で9000人超　和菓子復権の力になれるか[6]）
- 十勝毎日新聞（2022年11月25日、日本あんこ協会にしい会長インタビュー[7]）
- 日経新聞（2022年9月10日、「あんこ」復権、静かなブーム 低脂質で食物繊維が豊富　魅力発信「あんバサダー」も）
- 夕刊フジ（2022年9月9日）
- 菓業食品新聞（2022年1月28日）
- 読売新聞（2020年1月18日　夕刊）
- 朝日新聞 全国版（2019年10月28日　朝刊）
- 読売新聞 山梨版（2019年8月8日）
- 山梨日日新聞（ 2019年8月8日）
- 日経MJ（2019年5月13日 ）
- 菓子食品新聞（2018年12月18日）

### 雑誌・フリーペーパー
- リビングかごしま（南日本リビング新聞社、2024年3月30日）
- ＆Premium（アンドプレミアム）特別編集　今日のおやつ。（マガジンハウス、2023年2月8日）
- あんこの本（ぴあ、2023年1月26日）
- SAVVY2022年3月号（京阪神エルマガジン社、2022年1月21日）
- ＆Premium（アンドプレミアム）2022年2月号（マガジンハウス、2021年12月20日）
- 北海道じゃらん2021年11月号（リクルート北海道じゃらん、2021年10月20日）
- Hanako2021年9月号（マガジンハウス、2021年7月28日）
- LETS（リビングくらしHOW研究所、2020年3月25日）
- Hanako2020年1月号（マガジンハウス、2019年11月28日）
- 天然生活2019年11月号（扶桑社、2019年9月20日）
- シティリビング東京版（サンケイリビング新聞社、2019年2月8日）

### その他メディア
- 農林水産省広報誌「aff 3月号」（農林水産省、2024年3月6日）

### 執筆、寄稿
- Tokyo Star Radio 77.5番組表コラム（2023年12月19日、2024年1月～3月号）
- 旅行読売（2023年9月28日、2023年11月号）
- 砂糖類・でん粉情報「あんこを通じて世界平和の実現を目指す～あんこの魅力と可能性～」（独立行政法人農畜産業振興機構、月報機関紙、2021年6月10日）
- 新潟日報（甘口辛口、エッセイ全10回連載、2020年6月16日～2020年6月29日）
- すきっと（2022年12月1日）